# باجه جي زاده
باجه جي زاده (عبد الرحمن بن سليم بن عبد الرحمن، ابن الباجه جي) (1248هـ - 1330هـ / 1832م - 1911م) هو بحاثة حنفي من أعيان العراق، موصلي الأصل، مولده ووفاته ببغداد.

## مؤلفاته
- كتاب «الفارق بين المخلوق والخالق في دحض عقيدة التثليث وإثبات عقيدة التوحيد».[1]